# João Schmidt
João Schmidt, né le 19 mai 1993 à São Paulo, est un footballeur brésilien. Il évolue au Santos FC au poste de milieu relayeur.

## Biographie
Originaire de São Paulo, João Schmidt commence sa carrière professionnelle avec le São Paulo FC, le 18 juillet 2012 lors d'un match de Serie A brésilienne contre le Vasco da Gama (défaite 0-1). Lors de ses cinq années passées au sein du club de la ville de São Paulo, il jouera 36 matchs toutes compétitions confondues pour 1 but marqué.
Lors de la saison 2014-2015, il connaît sa première expérience européenne en étant prêté au club portugais du Vitória Setúbal. Avec le club portugais, il jouera 29 matchs pour 6 buts marqués, dont un contre le FC Arouca, décisif pour le maintien en Primeira Liga.
Le 8 juillet 2017, il signe en faveur de l'Atalanta Bergame avec un contrat portant jusqu'en juillet 2020.
Il fait ses débuts avec l'Atalanta Bergame le 20 décembre 2017, en remplaçant Nicolas Haas lors de la Coupe d'Italie contre l'US Sassuolo (victoire 2-1).

## Palmarès
| São Paulo - Copa Sudamericana - Vainqueur : 2012 | Kawasaki Frontale - Supercoupe du Japon - Vainqueur : 2021 |